# Adam Świątek (polityk)
Adam Andrzej Świątek (ur. 21 sierpnia 1952 w Seroczynie) – polski polityk i rolnik, poseł na Sejm PRL IX kadencji.

## Życiorys
Od 1972 prowadził gospodarstwo rolne. W 1976 wstąpił do Związku Socjalistycznej Młodzieży Polskiej, gdzie pełnił różne funkcje. Od 1978 należał do Polskiej Zjednoczonej Partii Robotniczej, gdzie od 1983 zasiadał w egzekutywie Komitetu Gminnego w Mrozach. W 1979 uzyskał tytuł zawodowy inżyniera zootechnika w Szkole Głównej Gospodarstwa Wiejskiego w Warszawie. Był radnym Wojewódzkiej Rady Narodowej w Siedlcach. W latach 1985–1989 pełnił mandat posła na Sejm PRL IX kadencji w okręgu siedleckim z ramienia PZPR, zasiadając w Komisji Budownictwa, Gospodarki Przestrzennej, Komunalnej i Mieszkaniowej, Komisji Nadzwyczajnej do rozpatrzenia projektu ustawy o zasadach udziału młodzieży w życiu państwowym, społecznym, gospodarczym i kulturalnym oraz w Komisji Nadzwyczajnej do rozpatrzenia poselskiego projektu ustawy o konsultacjach społecznych i referendum. Z ramienia Polskiego Stronnictwa Ludowego w 2010 uzyskał mandat radnego gminy Mrozy, a w 2014 i 2018 (po uzyskaniu przez Mrozy praw miejskich) mandat radnego miasta i gminy.
Odznaczony Brązowym Krzyżem Zasługi i Medalem 40-lecia Polski Ludowej.